# Levit
Levitter er efterkommere af Levis stamme (en af Jakobs 12 børn i Det Gamle Testamente). 
I modsætning til de øvrige stammer fik levitterne ikke tildelt noget landområde, da isralitterne efter ørkenvandringen fra Egypten kom frem til Israel. De fik derimod til opgave at være tjenere i Templet i Jerusalem.
Levitterne er ikke at forveksle med præsterne, "kohanitterne" eller "kohanim", som også tjente i templet. Levitternes opgave var hovedsagligt at gå kohanitter til hånde, og der var således visse områder af templet, hvor kun kohanitter – men ikke levitter – måtte færdes.
I moderne tider er det levitternes opgave at vaske hænderne på kohanitterne før præstesigningen.